# Typocerus lugubris
Typocerus lugubris là một loài bọ cánh cứng trong họ Cerambycidae.